# Euchirograpsus guinotae
Euchirograpsus guinotae is een krabbensoort uit de familie van de Plagusiidae. De wetenschappelijke naam van de soort is voor het eerst geldig gepubliceerd in 2010 door N. K. Ng & Martin.